# 咖哩魚蛋

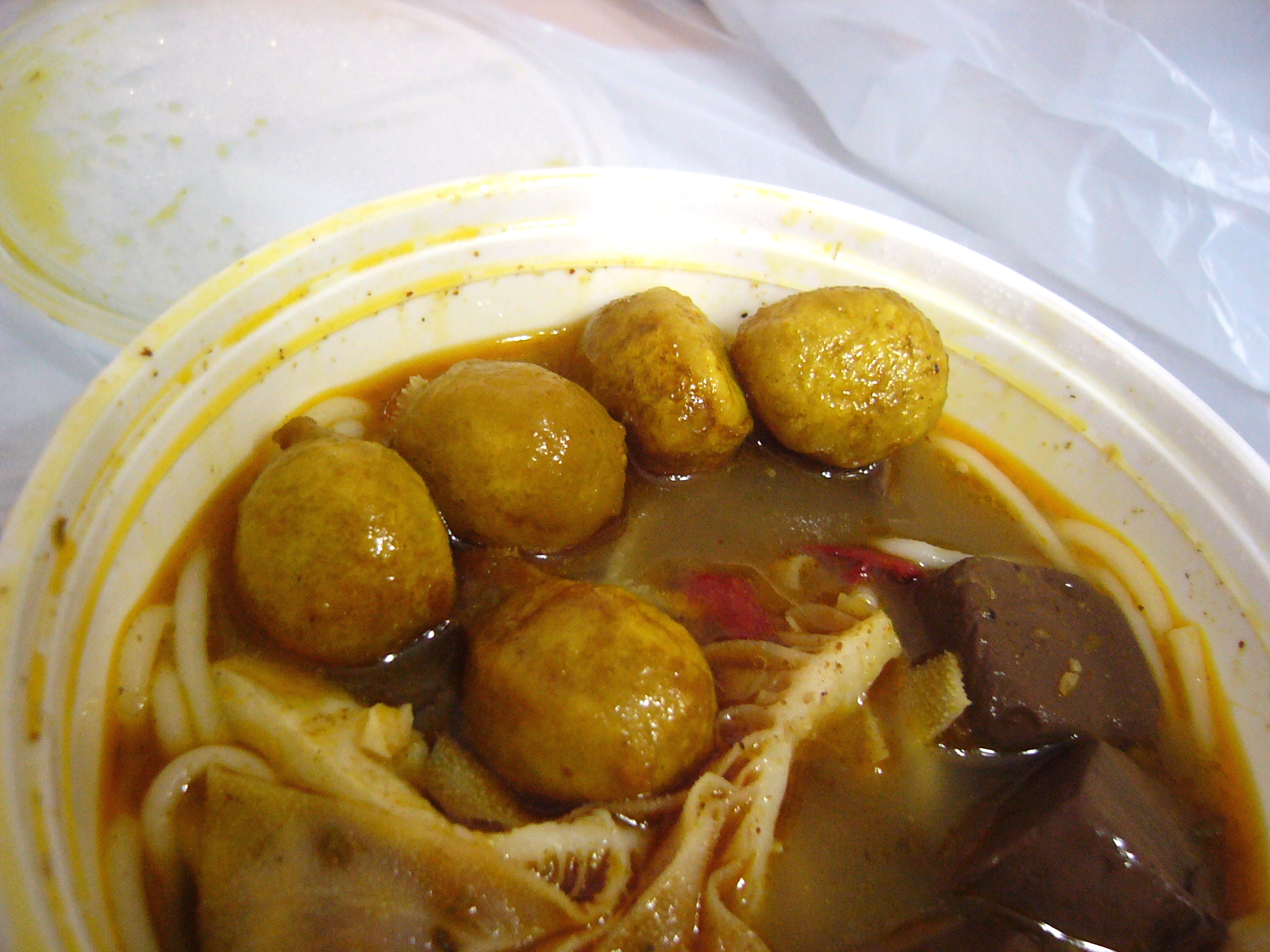
咖哩魚蛋

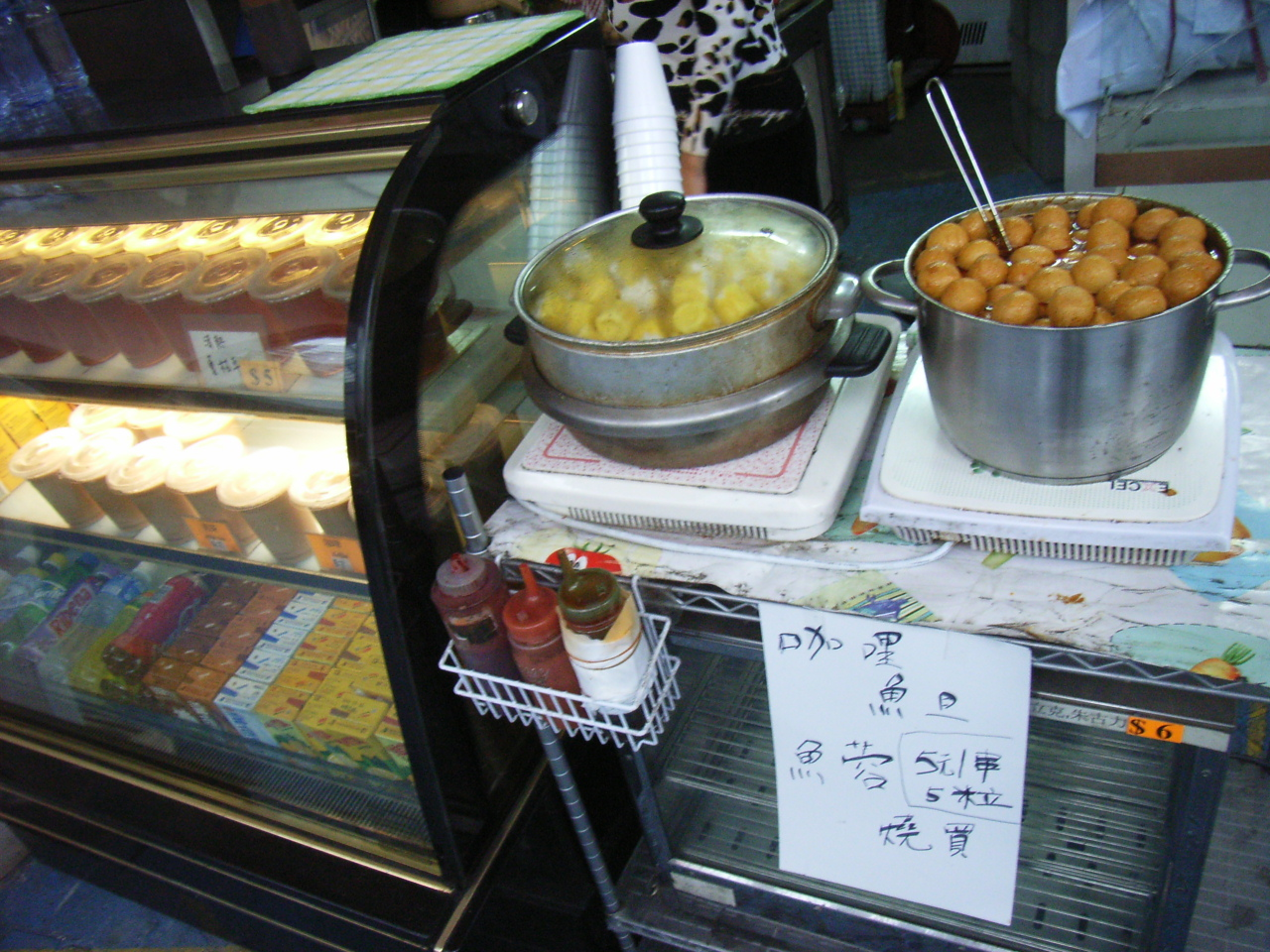
在街頭擺賣的一鍋咖喱魚蛋

咖喱魚蛋是源於香港的一種街頭小吃，早於1950年代已有路邊熟食攤檔販賣。魚蛋原本只是使用廉價的魚類製作，很多時還會加入麵粉減低成本，但浸泡在加有椰漿的咖喱汁一起烹煮後，魚蛋有咖喱的辛辣味道之餘還帶有椰香，變得美味可口，吃前可按個人喜好加些海鮮醬或辣椒醬，便成為一種香港經典小吃。有人稱在馬來西亞也可找到這種香港小吃。

## 起源
咖喱魚蛋約於1950年代在香港街頭由俗稱「車仔檔」的流動熟食小販開始售賣。咖喱是印度的傳統食品，英國在十九世紀統治印度次大陸後建立英屬印度，1841年香港開埠，英國建立香港殖民地，印度人便跟隨英國人來到英屬香港，並把印度家鄉菜具代表性的咖哩帶來香港，烹調咖哩所需的香料也漸漸在香港普及。魚蛋則流行於潮汕地區，在洋華雜處的香港，卻把兩者結合成為一種經典小吃。生產魚蛋首先要將魚肉打成魚漿，用來製作魚蛋的魚肉一般都選用廉價魚種，在製作魚漿的過程中，通常會加入麵粉，可節省魚肉使用量以降低成本，由於魚肉容易帶有腥味，所以魚蛋在成型後會經過油炸處理，因此魚蛋外表通常都是金黃色的，而且有彈牙口感。由於咖喱含有香料，經咖喱烹調後的魚蛋變得色香味俱全。食用前可按個人喜好再加甜醬，如喜歡加辣則可加辣椒醬。
以前在香港售賣咖喱魚蛋的小販大部分都沒有固定的檔攤，而是採用流動經營的方式販賣。最初，小販是用擔挑掛著兩個分別放有已用咖哩煮好的魚蛋、醬料及竹籤的箱子，再徒步前往露天市場、徙置區、工廠或學校的附近叫賣經營，所以魚蛋都被放涼了，後來便出現以木頭車改裝而成的「車仔檔」，在特製的木頭車內設有石油氣爐，可將煮食隔內的咖哩汁加熱，能夠為顧客供應熱騰騰的咖哩魚蛋，味道也更為可口，而熱食在氣溫較低的冬季也特別受歡迎。咖哩魚蛋一般是以一串為單位使用竹籤將魚蛋串起來發售，很多時候魚蛋會一直浸在鍋中的咖喱汁加熱，到有顧客購買時才夾出來串起，如果顧客買得多就用紙袋盛放，現在則較多用紙杯或發泡膠杯。相比起漢堡包、熱狗和炸雞等小吃，在1960年代的咖喱魚蛋售價十分便宜，一般兒童的零用錢都買得起，成為學生放學後很受歡迎的零食，並一直流傳至今，是香港的地道食品之一，還曾經在旅遊網站成為全球十大街頭美食的榜首
。雖然咖喱魚蛋曾經是廉價的食物，但隨著香港經濟發展及物價上升，加上以前俗稱「車仔檔」的流動熟食小販都已經被取締，很多熟食檔都要租用舖位經營及支付租金，所以現在的售價並不特別便宜。

## 文化
咖喱魚蛋是常見的香港街頭小吃，在香港的電視劇和電影中也會出現。在2013年爆出的廉政公署收受禮物風波，廉署收取中國大陸高官送贈的荔枝後，前廉政公署專員湯顯明因為要以香港地道食品禮尚往來，曾指示下屬用公帑購買達1,600港元的咖喱魚蛋、牛腩及牛雜作為代表廉署收受禮物後的回禮。

## 外部鏈接
维基共享资源上的相關多媒體資源：咖哩魚蛋